# Elbjazz
Elbjazz ist ein zweitägiges, internationales Musikfestival im Hamburger Hafen und in der Hamburger HafenCity, das seit 2010 an zwei Tagen, meist am Pfingstwochenende, veranstaltet wird (2016 hat das Festival pausiert).

## Veranstaltungsorte
Die Bühnen des Elbjazz lassen sich zwei Festivalzentren zurechnen: Der Elbphilharmonie mit dem angrenzenden Areal in der HafenCity und dem Werftgelände von Blohm+Voss. In den vergangenen Festivaljahren waren so u. a. Hauptkirche St. Katharinen, Hafenmuseum, MS Stubnitz, MS Bleichen, Louisiana Star, Fischauktionshalle und der Mojo Club Veranstaltungsorte beim Elbjazz Festival.
In Kooperation mit dem Theater der Welt fanden 2017 Konzerte im Thalia Zelt am Baakenhöft statt. Auf der Bühne HfMT Young Talents auf dem Platz der Deutschen Einheit präsentieren sich traditionell Studenten, Absolventen und Dozenten aus verschiedenen Fachbereichen der Hochschule für Musik und Theater Hamburg.

## Geschichte
Das Elbjazz wurde 2010 durch Tina Heine und Nina Sauer gegründet und erstmals durchgeführt. Bei seiner Premiere 2010 wurde das Festival von nahezu 10.000 Gästen besucht; das Hamburger Abendblatt verkündete daraufhin: „So ein Festival hat die Stadt noch nicht gehabt, und sie wird es fortan nicht mehr missen wollen.“ Mit einer Steigerung auf 15.000 Besucher im Jahr 2011 entwickelte sich Elbjazz innerhalb kürzester Zeit zu einem der größten Jazz-Festivals in Deutschland. Aufgrund von Problemen mit den Barkassen wurden weitere Transfermöglichkeiten, zunächst von den Besuchern selbst, erschlossen. Dennoch führt „die Elbe als Hürde und das Warten auf Transport“ mit dem Elbtunnelaufzug oder dem Shuttleservice (Bussen und Barkassen) zwischen den Bühnen dazu, dass sich die Besucher kennenlernen und auch der Transfer zum Erlebnis wird.
Das Elbjazz Festival beruht ähnlich wie das Montreux Jazz Festival auf einer „Kombination von Kultur und Tourismus“. Neben öffentlicher Förderung erfährt das Festival eine starke privatwirtschaftliche Unterstützung. Zu den Hauptsponsoren und Förderern gehörten bisher unter anderem Audi, die Hamburger Volksbank, Blohm + Voss, HafenCity und die Hamburgische Kulturstiftung.
Nachdem sich aufgrund der fehlenden Subventionen bis 2015 das Defizit auf eine Million Euro aufgehäuft hatte, stieg die Gründerin und Geschäftsführerin des Festivals Tina Heine im Dezember 2015 aus. Unter Leitung von Alexander Schulz (Reeperbahn Festival) und den verbleibenden Gesellschaftern Karsten Jahnke, Folkert Koopmans (FKP Scorpio) und Nina Sauer fand das Festival 2017 nach einjähriger, strukturell bedingter Pause wieder statt. Das Elbjazz 2018 brachte einen Besucherrekord. Es fand mit neun Spielstätten und rund 50 Konzerten statt; 28.000 Karten wurden bereits im Vorverkauf abgesetzt.
Im Jahr 2025 ließen die Veranstalter das Festival ausfallen, weil es ihnen nicht gelungen war, aus dem Bereich des Jazz sogenannte Headliner zu besuchen. Ohnehin benötige man mehr Zeit für die erforderliche Neuausrichtung des Festivals.

## Programm
- Zu den Künstlern des Elbjazz Festival 2010 zählten Musiker wie Till Brönner, Manu Katché, Eumir Deodato, Bugge Wesseltoft, Bobo Stenson, Nils Wülker, Wouter Hamel, Jazul, Supergid, Burnt Friedman & Jaki Liebezeit, Lisa Bassenge, Oddjob, Rudresh Mahanthappa, The Embassadors, Django Deluxe und Tineke Postma.[1] Dabei zeigten sich für die, die Konzerte an verschiedenen Locations im und am Hafen wahrnehmen wollten, nicht nur logistische Probleme, die zu verkürztem Musikgenuss führten: „Wer blieb, hatte es gut. Wer kam, kam manchmal zu spät und stand vor überfüllten Räumen.“[5]
- 2011 standen bei mehr als 50 Konzerten u. a. das Charlie Haden Quartet West, Klaus Doldinger’s Passport, Paolo Nutini, Kurt Elling, Nils Landgren Funk Unit, Maria João & Mário Laginha, Nik Bärtschs Ronin, Don Grusin, Bojan Z, Wawau Adler & Pee Wee Ellis, Vladyslav Sendecki, Helge Sunde Ensemble Denada, Yaron Herman, Fringe Magnetic, Nicola Conte und Soweto Kinch neben vielen weiteren Künstlern auf den Elbjazz-Bühnen. Ein Highlight war die Uraufführung der Hafensinfonie: Unter der Leitung des Komponisten Colin Towns präsentierte die NDR Bigband dabei ein multimediales Konzertprojekt, zu dem Theo Janßen historische Filme, Fotografien und Klänge aus dem Hamburger Hafen beisteuerte. Einen Abschluss fand das Elbjazz 2011 in der Mojo Club Aftershow-Party in der Alten Maschinenbauhalle auf dem Blohm + Voss-Gelände.[1]
- 2012 traf Helge Schneider auf Michael Wollny. Die weiteren Künstler bewegten sich musikalisch in der Bandbreite zwischen Rolf Kühn & Joachim Kühn, der NDR Bigband & Omar Sosa, Das Kapital, dem Kammerflimmer Kollektief, dem Mojo Club und Axel Zwingenberger. Acts wie Caro Emerald, Curtis Stigers, Jazzanova oder Hamel lockten ein breites Publikum an. Daneben blieb Raum für Experimentelles. Auch dieses Jahr gab es aber wieder Klagen über lange Warteschlangen vor den Barkassen.[12]
- 2013: Joshua Redman und Jamie Cullum traten auf, bevor der große Regen kam.[2] Die musikalische Bandbreite spiegelte sich im Konzert von Florian Weber mit Samy Deluxe. Auch Don Friedman, Christoph Stiefel, Alexander von Schlippenbach, Nils Petter Molvær sowie die NDR-Bigband mit Stefan Gwildis konzertierten.[13]
- 2017: Jan Garbarek eröffnete das Festival, Gregory Porter beendete es. Dazwischen waren Acts wie Joshua Redman oder die NDR Bigband mit Nguyên Lê und Andreas Schaerer, aber auch Erik Truffaz, Myles Sanko oder Snarky Puppy zu hören. Dieses Jahr gab es Klagen über Fehlplatzierungen: Insbesondere in der Alten Maschinenbauhalle lockten Konzerte wie das von Anna-Lena Schnabel oder von Nils Wülker mehr Besucher an als in die Location passten; hingegen spielte Benjamin Schaefer auf der Hauptbühne. Nina Attal wurde vom Abendblatt als Fehlbuchung gerügt.[14] Mit fast 29.000 Besuchern kamen 2017 so viele Besucher wie noch nie.[15]
- 2018: Michael Wollny trat diesmal in mehreren Formationen gleich mehrfach auf; eines seiner Konzerte fiel aber wie zahlreiche andere Open-Air-Konzerte wegen Starkregen aus.[10] Nils Landgren präsentierte seine Funk Unit, Heinz Sauer spielte im Duo mit Jasper van’t Hof. Das Konzert des Omer Klein Trios wurde vom Deutschlandfunk mitgeschnitten. Des Weiteren traten auf: Kamasi Washington, Nneka, GoGo Penguin, China Moses, Charles Parsi, Kinga Glyk, Theo Croker, The Marcus King Band, The Cookers u. v. m.
- 2019: Als diesjähriger Artist in Residence gab Julia Hülsmann drei Konzerte. Auf acht Bühnen fanden bei Sonnenschein insgesamt mehr als 50 Auftritte von  Jason Moran über Jamie Cullum, die NDR Big Band mit Randy Brecker, Sophie Hunger bis hin zu Kit Downes und Newcomern wie Kokoroko, Jungle by Night oder dem Piano Trio Shalosh statt.[16] Hans Lüdemann hatte mit dem enormen Hall von St. Katharinen zu kämpfen; Christian Weber war Open Air nicht zu hören.[4]
- Aufgrund der Covid-19-Pandemie wurde das Festival 2020 und 2021 als Präsenzveranstaltung auf das Jahr 2022 verschoben.[17] Allerdings wurde in Kooperation mit Arte und NDR Kultur ein kuratiertes Konzert-Programm mit The Notwist, Nils Landgren Funk Unit, China Moses, Salvador Sobral, Michelle David & The True Tones, Verneri Pohjola, Wendy McNeill, Fehler Kuti, Masaa frei zugänglich als Online-Stream angeboten.[18]
- 2022 machten die Veranstalter laut NDR nur wenig Experimente, sondern setzten auf „Hochglanz-Jazz“ und Bewährtes für breite Zielgruppen wie Thomas D, Melody Gardot, Rolf Kühn, John McLaughlin oder Myles Sanko; zu den Höhepunkten gehörten die Saxophonistin Stephanie Lottermoser sowie Silvan Strauss gemeinsam mit der NDR Bigband.[19]
- 2024 begann das Festival mit fantastischen Konzerten, etwa von Lenine mit der NDR Bigband, Asaf Avidan und Scott Hamilton. Zu laute und langweilige Techno-Acts sorgten dafür, dass dann das Publikum abwanderte.[20] Was unter Jazz geboten wurde, hatten die Programmmacher 2024 „äußerst weit gefasst“; entsprechend vielfältig und verjüngt war das Publikum:[21] Es kamen 22.500 Besucher.[11] Die gleichzeitig stattfindenden Konzerte störten sich aufgrund der Lautstärke teilweise erheblich.[22] Die Kritik an der veränderten, poplastigen Ausrichtung war für die Veranstalter „absolut nachvollziehbar.“[11]